# Hortas
}}
Hortas é uma localidade portuguesa do município de Vila Real de Santo António. A parte oeste pertence à freguesia de Monte Gordo e a parte leste à freguesia de Vila Real de Santo António. 
Segundo o censo de 2011 possui 818 habitantes (708 na freguesia de Vila Real de Santo António  e 110 na freguesia de Monte Gordo).
Fica situada à beira da famosa Estada Nacional 125.
O Sítio das Hortas é assim designado por, até há poucas décadas ter mais hortas do que habitações. Os habitantes retiravam o seu sustento, quer através do seu consumo direto como da sua venda quer em Monte Gordo quer em Vila Real de Santo António.